# Famous Last Words (gruppo musicale)
I Famous Last Words sono un gruppo musicale statunitense formatosi a Petoskey, Michigan, nel 2010.

## Formazione

### Formazione attuale
- Jeremy "JT" Tollas – voce (2010-presente)
- Tyler Myklebust – chitarra (2010-presente)
- Mathew Bell – basso (2011-presente)
- Craig Simons – batteria, percussioni (2010-presente)

### Ex componenti
- Jesse Maddy – basso (2010)
- Ethan Osborn – chitarra (2010-2013)

## Discografia

### Album in studio
- 2013 – Two-Faced Charade
- 2014 – Council of the Dead
- 2016 – The Incubus

### EP
- 2010 – In Your Face
- 2012 – Pick Your Poison
- 2019 - Arizona
- 2021 - The Negative